# Partia Pracy (Polska)
Partia Pracy – działające w dwudziestoleciu międzywojennym ugrupowanie polityczne, powstałe w 1925 r. jako parlamentarny Klub Pracy. Partia została założona przez polityków, którzy opuścili klub parlamentarny PSL Wyzwolenie w ramach protestu przeciwko uchwale kongresu partii, postulującej wywłaszczenie wielkich posiadaczy ziemskich bez odszkodowania. W 1926 r. Partia Pracy opowiedziała się za siłami Józefa Piłsudskiego podczas przewrotu majowego. W 1928 r. weszła w skład BBWR. W latach 1929–1930 wraz ze Związkiem Naprawy Rzeczypospolitej ugrupowanie tworzyło Zjednoczenie Naprawy Wsi i Miast. Po utworzeniu Obozu Zjednoczenia Narodowego, do organizacji tej przeszła większość działaczy partii.

## Powstanie
W dniach 15-16 marca 1925 r. w Warszawie odbył się wspólny kongres PSL Wyzwolenie oraz Jedności Ludowej (grupy secesjonistów z PSL Piast). Podczas niego przyjęto uchwały postulujące m.in. wprowadzenia zdecydowanego rozdziału pomiędzy Kościołem a państwem oraz wywłaszczenia bez odszkodowania na rzecz reformy rolnej. Wydarzenie to podzieliło posłów. Jedni opowiadali się za jak najszybszym ich wdrożeniem, inni byli przeciwni tym postulatom. 25 marca podjęto uchwałę, stwierdzającą, iż klub parlamentarny PSL Wyzwolenia i Jedności Ludowej 

w ramach obowiązującej Konstytucji i przy dzisiejszej reakcyjnej większości sejmowej, nie jest obecnie w stanie przeprowadzić na terenie parlamentarnym programowych postulatów, przyjętych na zjeździe 15 i 16 marca, a dotyczących oddzielenia Kościoła od państwa i wykonania reformy rolnej bez odszkodowania.

 Uchwała ta nie zadowoliła ani prawego, ani lewego skrzydła klubu. Poseł Alfred Fiderkiewicz zdecydował się przejść do Niezależnej Partii Chłopskiej, a senatorzy Gustaw Dobrucki, Stanisław Gaszyński i Bolesław Wysłouch ogłosili opuszczenie klubu PSL Wyzwolenie i Jedności Ludowej. Gdy miesiąc później zarząd główny stronnictwa uznał uchwały kongresu za obowiązujące, z klubu wystąpili także: Kazimierz Bartel, Jerzy Barański, Ludwik Chomiński, Marian Zyndram-Kościałkowski i Eugeniusz Śmiarowski. Do grupy secesjonistów przyłączył się wkrótce poseł Stanisław Thugutt i senator Bronisław Krzyżanowski. Wszyscy oni w maju 1925 r. założyli Klub Pracy.

## Klub Pracy
Deklaracja ideowa Klubu Pracy zwracała uwagę na konieczność demokratyzacji życia politycznego w Polsce: 

Walce o istotne duchowe zdemokratyzowanie Polski poświęcimy najwyższy wysiłek. Dla nas demokracja nie jest ani sposobem do życia, ani przypadkowem zabarwieniem politycznem, któreby nas odróżniało od innych ugrupowań. Wierzymy, że postęp demokracji zmierza do wyrównania przeciwieństw między narodami, że zniweczy wszelkie brzemienne niebezpieczeństwami imperializmy zaborcze.

 Program Klubu Pracy podkreślał także konieczność dbania o prawa mniejszości narodowych zamieszkujących Rzeczpospolitą, wywodząc ją z wartości liberalnych: 

Wolnym istotnie jest ten, kto potrafi wolność innych szanować. To określa nasz stosunek do innych narodowości, wspólnie z nami państwo polskie zamieszkujących. Uznajemy ich prawo swobodnego rozwoju i będziemy dążyć usilnie, aby narody zespolone w Rzeczypospolitej korzystały z pełni praw, zawarowanych przez Konstytucję. Nie możemy zresztą uznać Polski za bezpieczną, dopóki trwać będą stosunki, przy których trzeci część ludności państwa będzie się uważała za obywateli pełni praw pozbawionych.

 Członkowie Klubu Pracy deklarowali także, że interesom ludu wiejskiego należy poświęcić szczególną uwagę, ale nie chcą budować ugrupowania klasowego, dbającego jedynie o interes jednej grupy. Podkreślali konieczność nawiązania współpracy postępowej inteligencji z najszerszymi masami ludowymi, bez tworzenia jednak stronnictwa chłopskiego. Posłowie i senatorowie, którzy utworzyli Klub Pracy zadeklarowali także, że uważają się za demokratów – radykałów. Opowiedzieli się przeciwko dążeniom rewolucyjnym, podkreślili konieczność zwalczania komunizmu, jak również innych radykalnych ruchów: 

Z równą zresztą siłą zwalczać będziemy to, co jest do komunizmu duchowo najbardziej zbliżone, choć jest w istocie swej zwykłem tylko warcholstwem: wszelkiego rodzaju faszyzmy, konspiracje, zamachy, dążenia do dyktatury, usiłowanie rozstrzygania sporów siłą... W ramach praworządności musi rozwijać się wszelka reformatorska działalność...

 Pod deklaracją ideową Klubu Pracy podpisało się 6 posłów i 4 senatorów. Prezesem stronnictwa został Kazimierz Bartel, a sekretarzem Wacław Grzybowski.
Klub początkowo nastawiony był przychylnie do gabinetu Władysława Grabskiego. 27 maja 1925 r. podjął jednak uchwałę w której skrytykował rząd. W jej efekcie Stanisław Thugutt podał się do dymisji ze stanowiska wicepremiera, które piastował w gabinecie Grabskiego. Klub Pracy znalazł się w opozycji.

Ugrupowanie nie brało udziału w tworzeniu rządu Aleksandra Skrzyńskiego. 25 listopada 1925 r. Bartel wezwał w imieniu Klubu z mównicy sejmowej rząd do dokonania dzieła sanacji życia publicznego. Jak mówił 

Nie da się ona przeprowadzić bez uproszczenia machiny państwowej i samorządowej oraz bez podniesienia autorytetu władzy przez należyte obsadzenie stanowisk państwowych i bezwzględne zwalczanie korupcji... Za punkt zwrotny w uzdrowieniu stosunków w armii uważamy powrót marszałka Piłsudskiego do służby czynnej.

 Postulaty te stały się jednymi z głównych założeń późniejszego przewrotu majowego. W kwietniu 1926 r. Klub Pracy uważał się za ugrupowanie znajdujące się na lewym skrzydle sceny politycznej. Wszedł więc w skład bloku lewicy parlamentarnej, wraz z PPS, PSL Wyzwoleniem i Stronnictwem Chłopskim. Po powołaniu trzeciego gabinetu Wincentego Witosa, kluby te wydały wspólne oświadczenie, w którym utworzenie tego rządu nazwały wyzwaniem, rzuconym całej demokracji polskiej i zapowiadały wobec niego walkę bezwzględną i opozycję najostrzejszą.
Tuż po zamachu majowym dotychczasowy prezes Klubu Pracy, Kazimierz Bartel, został wyznaczony przez Piłsudskiego na stanowisko premiera. Zrezygnował on ze stanowiska prezesa stronnictwa i członkostwa w Klubie, a jego miejsce zajął Marian Zyndram-Kościałkowski. Faktycznie jednak wpływ Bartla na poczynanie ugrupowania pozostawał wciąż duży. Narastał konflikt z Thuguttem, który miał zastrzeżenia co do składu gabinetu Bartla. Opowiadał się także za rozwiązaniem Sejmu, przeciwko czemu zagłosował ostatecznie Klub. Zakończyło się to odejściem Thugutta pierwszego z ugrupowania.
Po upadku rządu Bartla, utworzono gabinet Józefa Piłsudskiego, do którego były premier wszedł jako wicepremier. Tekę ministra oświaty otrzymał także senator Dobrucki z Klubu Pracy.

## Partia Pracy
We wrześniu 1926 r. Klub Pracy rozpoczął budowę struktur partyjnych w całym kraju. Kierownictwo organizacji pragnęło przeistoczyć stronnictwo działające jedynie na arenie parlamentarnej w partię polityczną. W październiku 1926 r., podczas zjazdu założycielskiego Partii Pracy na stanowisko prezesa dwunastoosobowego Zarządu Głównego został wybrany Marian Zyndram-Kościałkowski. W grudniu tego roku ugrupowanie miało już utworzone zarządy wojewódzkie w Warszawie, Krakowie, Wilnie, Poznaniu, Łodzi i Lwowie.

W tym czasie partia ideologicznie przesuwała się z pozycji lewicowych w kierunku centrum. 23 stycznia na zgromadzeniu w Warszawie Kościałkowski oświadczył: 

Dążeniem naszem jest tworzenie zdrowego ponadklasowego centrum polskiego; stąd też jednym z głównych wysiłków będzie przywrócenie należnego miejsca w życiu politycznem, gospodarczem i społecznem stanowi średniemu, który był dotąd pozbawiony nawet reprezentacji parlamentarnej.

 Zjazd Partii Pracy z 6 i 7 lutego 1927 r. domagał się natomiast od rządu otoczenia stanu średniego jak najszerszą opieką (wolne zawody, rzemiosła, drobny przemysł i kupiectwo, drobne włościaństwo, pracownicy wszelkiej kategorii). Kościałkowski postulował także zastąpienie parlamentaryzmu systemem prezydenckim oraz zniesienia Senatu i zastąpienia go Najwyższą Izbą Gospodarczą. W czerwcu 1927 r. Partia Pracy miała ok. 10 tys. członków.

## Fuzje i rozłamy
W marcu 1928 r. Kościałkowski został wiceprezesem nowo utworzonego Bezpartyjnego Bloku Współpracy z Rządem (funkcję tę sprawował jednak tylko do maja 1928 r.). W czerwcu Partia Pracy połączyła się ze Związkiem Naprawy Rzeczypospolitej, tworząc Zjednoczenie Pracy Wsi i Miast. Nowe ugrupowanie weszło w skład BBWR, zachowując jednak swój autonomiczny charakter. Kościałkowski został prezesem Zjednoczenia. Wkrótce jednak popadł w konflikt z byłymi członkami Związku Naprawy Rzeczypospolitej, którzy pragnęli większej samodzielności ugrupowania i uniezależnienia się od władzy kierownictwa BBWR. W grudniu 1929 r. Kościałkowski ustąpił ze stanowiska prezesa Zjednoczenia. W styczniu 1930 r. w Zjednoczeniu doszło do rozłamu – reaktywowano dawną Partię Pracy. Nie na długo jednak – w wyborach 1930 r. ugrupowanie nie wystawiło własnej listy. 

## Schyłek partii
Prezesem partii w latach 30. został Ludwik Józef Evert. Do czołowych działaczy należeli Julian Poczętowski, Kazimierz Bogacki, Klemens Wysocki, Henryk Olsienkiewicz. Struktury PP funkcjonowały tylko w Warszawie. W celu zdynamizowania działalności syn prezesa Władysław Ludwik Evert tworzył młodzieżowe przybudówki Partii Pracy: Korpus Lechitów, potem Narodowy Front Młodych. Ideologia KL i NFM miała jednak charakter faszyzujący, odbiegała od liberalizmu PP. W listopadzie 1936 r. Partia Pracy ogłosiła samorozwiązanie. Po utworzeniu Obozu Zjednoczenia Narodowego, do organizacji tej przeszła większość działaczy partii.